# Höckerkopfgecko
Der Höckerkopfgecko (Rhacodactylus auriculatus) gehört zu der Familie der Doppelfingergeckos und wird nur im südlichen Teil von Grande Terre, der Hauptinsel Neukaledoniens gefunden. Die Art wurde 1869 von Bavay als Platydactylus auriculatus erstbeschrieben. Das Habitat der Geckos wird durch Abholzung bedroht, diese stehen aber trotzdem nicht unter dem Washingtoner Artenschutz-Übereinkommen.

## Merkmale
Der Gecko erreicht eine Länge von 20 Zentimetern und ist etwas gedrungener als andere Arten der Gattung Rhacodactylus. Der deutsche Name von R. auriculatus leitet sich durch die 2 Höcker auf dem Kopf bzw. über den Augen her. Höckerkopfgeckos haben gut ausgebildete Haftlamellen an den Zehen und können damit auch an glatten Flächen, wie z. B. Glas klettern. Sie haben einen Greifschwanz, der nach einem Verlust auch als Regenerat funktionstüchtig bleibt. Das Männchen unterscheidet sich durch eine verbreiterte Analregion vom Weibchen. Höckerkopfgeckos können braungrau oder beige sein und wellenförmigen Querstreifen haben. Andere Tiere haben eine Netzzeichnung oder eine rötliche bzw. braune Längsstreifung vom Kopf bis zur Schwanzspitze.

## Lebensweise
Höckerkopfgeckos sind Strauch- und Baumbewohner. Oft halten sie sich, mit dem Kopf nach unten hängend, in Höhen von 3 bis 4 Meter auf. Besonders in der Nacht suchen sie auch den Erdboden auf.
Sie vermehren sich von Januar bis Mai und legen dann vier- bis fünfmal je zwei Eier in den feuchten Bodengrund. Die Jungtiere schlüpfen nach 50 bis 60 Tagen und sind dann 5 Zentimeter lang.
Im Terrarium frisst dieser Gecko Lebendfutter wie Grillen, Heimchen, Wachsmaden. Auch wird sehr gerne Fruchtbrei angenommen.